# Pravda vítězí

Vlajka prezidenta republiky s heslem Pravda vítězí

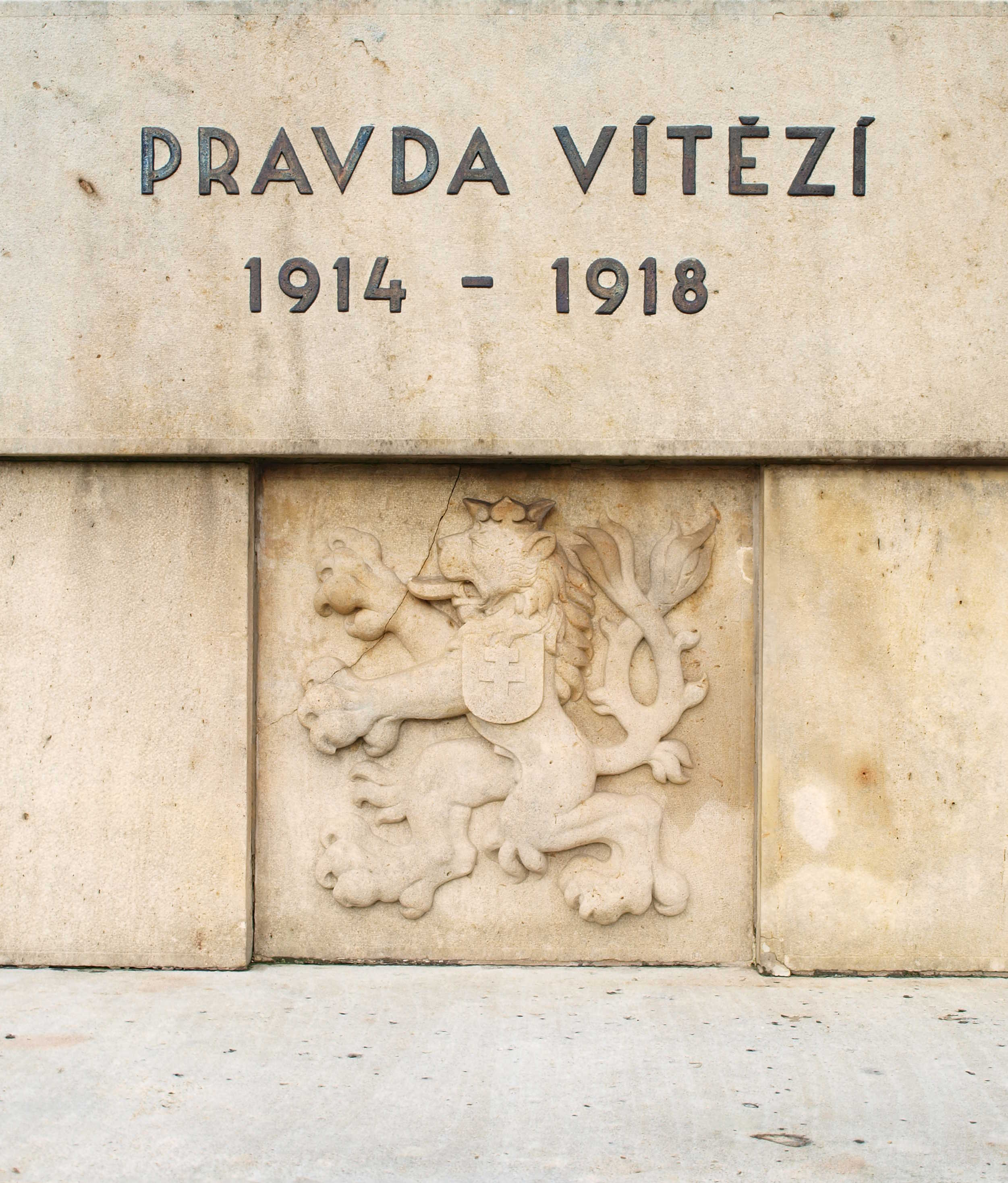
Heslo na památníku československých vojáků ve Francii

Pravda vítězí (slovensky Pravda víťazí, latinsky Veritas vincit) je historické heslo, které je od 30. března 1920 na vlajce prezidenta Československé republiky a po zániku Československa na vlajce prezidenta České republiky v české verzi. Po vzniku československé federace v roce 1969 byla vlajka s mottem užívána prezidentem na Pražském hradě a na oficiálním druhém ceremoniálním sídlu prezidenta, na Bratislavském hradě. Krátce po listopadu 1989 byla na druhé straně slovenská verze hesla. Pak v letech 1990 až 1992 se používala latinská verze jako jazykově neutrální kompromis dosažený mezi českou a slovenskou politickou reprezentací.

## Původ
Spojení „pravda vítězí“ se dostalo na prezidentskou vlajku poté, co jej v letech 1914–1918 zpopularizoval Tomáš Garrigue Masaryk v čele prvního odboje, kdy v rámci mediální kampaně za samostatný stát, spojení použil jako morální apel proti opačné bojující straně, který měl vliv na úsilí o prosazení vzniku státu u mocností Dohody. Původ spojení pochází z dopisů Mistra Jana Husa, který roku 1413 napsal Janovi z Rejštejna, že „Pravda vítězí nad vším“ (Super omnia vincit veritas), a roku 1415 psal z kostnického vězení Pražské univerzitě: „Stůjte v poznané pravdě, která vítězí nade vším a sílu má až na věky“.
František Michálek Bartoš nalezl slova „pravda vítězí“ již v předhusitských postilách křižovníka Johlína z Vodňan a miličovce Tomáška. Sleduje je v ústech Husových, u husitů, u Bratří a opět v literatuře devatenáctého století. V literatuře 19. století se totiž vyskytuje tato zkrácená verze hesla, takže Tomáš Garrigue Masaryk toto heslo nevytvořil, jak například tvrdí Petr Hájek.
Někteří autoři uvádějí, že se jedná o pozměněnou formu husitského výroku „Veritas Dei Vincit“. Tak soudil již katolík Jaroslav Šimsa a po listopadu 1989 například Karel Schwarzenberg, poradce Václava Havla. Mylně se uvádí, jako by delší verzi používal již Jiří z Poděbrad a byla i v Jenském kodexu. Jenský kodex na foliu 56r totiž obsahuje nápis VERITAS VINCIT. V podobě zlatého nápisu toto kratší heslo spolu s kalichem a sochou krále Jiřího z Poděbrad dal umístit nad průčelí Týnského chrámu kališnický biskup Jan Rokycana. Vydržel tam až do 17. ledna 1623, kdy jej pobělohorský katolický týnský kněz Jan Ctibor Kotva z Freifelsu s jezuitou Jiřím Plachým snesli dolů, roztavili a nahradili Pannou Marií.
Roku 1918 přijel Tomáš Garrigue Masaryk s vlaječkami s tímto heslem a na standartu se dostalo z návrhu Jaroslava Jareše.
Heslo „Pravda Páně zvítězí“ totiž není původní. Pozměněné heslo v latinské formě „Veritas Domini Vincit“ používá také ve svém znaku Duchovní služba Armády České republiky, která vznikla v roce 1998 z iniciativy katolické církve a Ekumenické rady církví.

## Pramen
Myšlenka pochází z apokryfní „Třetí knihy Esdráš“, která sice nikdy nebyla součástí biblického kánonu, přesto se ve středověkých latinských biblích často vyskytuje a i husitští kazatelé ji citovali. Třetí kapitola této knihy popisuje hostinu u perského krále Daria. Když si šel král po hostině zdřímnout, dohodli se tři jeho mladí strážci, že každý napíše na lístek, co je na světě nejsilnější. První napsal, že je to víno, druhý, že je to král. Třetí, Žid Zorobabel, napsal, že „silnější jsou ženy, ale nade vším vítězí pravda“ (latinsky „fortiores sunt mulieres, super omnia autem vincit veritas“, 3 Ezd 3,12, řecky „Υπέρ δε πάντα νικά η αλήθεια“). Když se král probudil, svolal královskou radu a nechal mládence jejich názory obhajovat. Poslední Zorobabel mimo jiné říká: „Což není veliký ten, který všechno stvořil, veliká pravda a silnější než všechno?“ (3 Ezd 4,34) „A pravda trvá a sílí, žije a prosadí se na věky věků!“ (3 Ezd 4, 38). Když domluvil, všichni volali: „Veliká a silná je pravda, která zvítězí!“ (3 Ezd 4,41) Když se ho pak král zeptal, jakou chce odměnu, připomněl mu jeho slib, že znovu postaví Jeruzalém (3 Ezd 4,43).

## Podobné
- Národní motto Indické republiky je सत्यमेव जयते (v sanskrtu: satjaméva džajaté, „jedině pravda vítězí“) a má téměř stejný význam jako české.[22]